# Modicogryllus frontalis
Modicogryllus frontalis is een rechtvleugelig insect uit de familie krekels (Gryllidae). De wetenschappelijke naam van deze soort is voor het eerst geldig gepubliceerd in 1844 door Fieber.